# Monaster Gomionica
Monaster Gomionica (ser. Манастир Гомионица) – prawosławny żeński (historycznie męski) klasztor we wsi Bronzani Majdan na terytorium Republiki Serbskiej, w jurysdykcji eparchii banjaluckiej Serbskiego Kościoła Prawosławnego. Nosi wezwanie Wprowadzenia Matki Bożej do Świątyni.
Monaster położony jest nad rzeką Gomjenicą, w odległości 42 km od Banja Luki.

## Historia
W literaturze podawane są różne daty powstania monasteru i różne postacie potencjalnych fundatorów: Stefan Nemanja i św. Sawa, Mara, córka despoty Jerzego Brankovicia, a także książę zmijanski Obrad. Pierwsza wzmianka o klasztorze w źródłach tureckich pochodzi z 1536 r. i opisuje go jako wspólnotę męską, kierowaną od 24 lat przez ihumena Andrzeja. W XVI w. klasztor funkcjonował także pod nazwą Zadužje. W końcu XVI w. Gomionica była już znaczącym ośrodkiem przepisywania ksiąg liturgicznych. Kilka ksiąg pochodzących z tej wspólnoty, datowanych na I poł. XVII w. zachowało się w bibliotece eparchii Aradu (Rumunia).    
Za sprawą niechętnej prawosławnym polityki władz tureckich w Bośni mnisi kilkakrotnie porzucali monaster, a następnie odbudowywali go. Po raz pierwszy do takiej sytuacji doszło w końcu XVII w., gdy wspólnota przeniosła się do monasteru Hodoș i tam pozostawała do 1714 r. W latach 1738–1747 r. mieszkańcy monasteru Gomionica byli zmuszeni przenieść się do monasteru Pakra w Slawonii. W 1804 r. monaster uległ całkowitemu zniszczeniu podczas pożaru i został odbudowany w r. 1811. W latach 1861–1865 był remontowany, natomiast w 1868 r. na jego terenie zbudowano drewnianą dzwonnicę. 
9 grudnia 1941 r. monaster został uszkodzony podczas niemieckiego bombardowania. W tym samym roku z rąk ustaszy zginął jego przełożony, ihumen Serafin (Štrkić). Monaster przestał funkcjonować i dopiero w 1953 r. został ponownie otwarty jako wspólnota żeńska. W latach 1994–1997 klasztor był remontowany i w 1998 r. został powtórnie poświęcony. Na początku XXI w. przebywało w nim dwanaście mniszek i posłusznic.
Cerkiew monasterska jest budowlą jednonawową, w 1870 r. pokrytą freskami, które wykonano na starszych, XVI-wiecznych kompozycjach. W 1900 r. obiekt został powiększony o dzwonnicę. Z XIX w. pochodzi budynek mieszkalny użytkowany przez wspólnotę. W zakrystii cerkwi znajdują się utensylia liturgiczne z XVIII-XIX w., zbiór ksiąg rękopiśmiennych i drukowanych z okresów od XIV do XVIII w., XVI-wieczna ikona Matki Bożej autorstwa twórcy weneckiego.